# Bredene-Sas

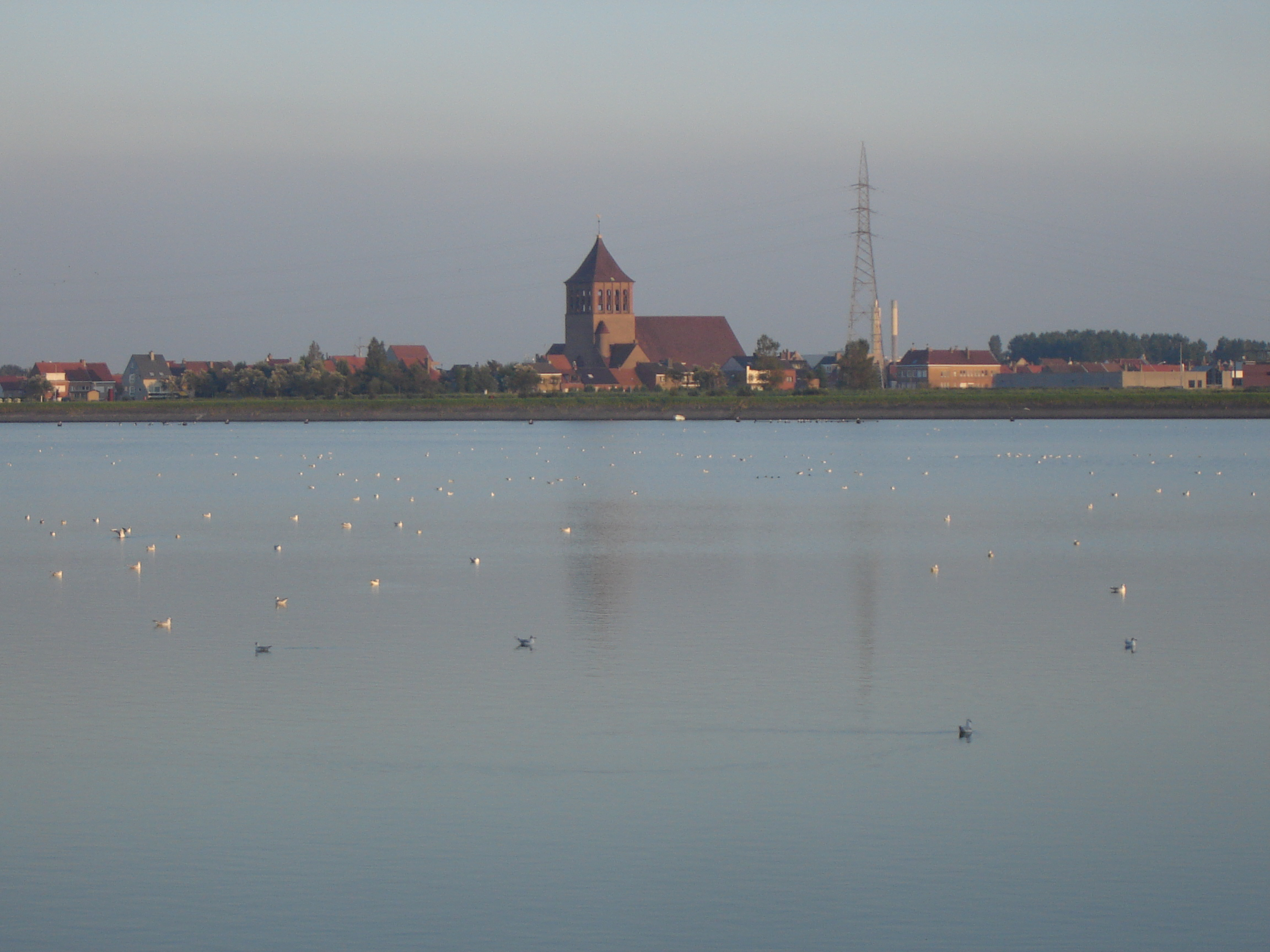
Bredene-Sas, aan de spuikom van Oostende

Bredene-Sas of Sas-Slijkens (in het West-Vlaams Brènienge-Sas, Sas-Sliekens of simpelweg 't Sas) is een wijk in de Belgische kustgemeente Bredene.
De wijk ligt ten zuiden van de Spuikom en de Noordede en ten noorden van het kanaal Brugge-Oostende. In het oosten ligt het industrieterrein Plassendale. De naam verwijst naar het oude fort van Slyckens, en naar de nabijgelegen sluizen of sassen die het kanaal Brugge-Oostende met de voorhaven van Oostende verbinden. De sluizen zijn in 1676 gebouwd, maar werden aangetast door de scheepsworm en braken in 1752. Vervolgens werd een nieuw sluizencomplex en een houtzaagmolenpark gebouwd, met Cornelius Lievens (1716-1767) als nieuwe sasmeester. Sas Slijkens is naast Bredene-Duinen en Bredene-Dorp een van de drie woonkernen van Bredene.
De Nukkerstraat was vroeger de belangrijkste winkelstraat: hij doorkruist heel de wijk van het kanaal tot aan de Noordede. De meeste buurtwinkels zijn nu echter verdwenen. De nabijgelegen Nukkerwijk heeft er zijn naam aan te danken, ook al ligt de straat buiten de gelijknamige wijk. Andere belangrijke aders zijn de Buurtspoorwegstraat en zijn verlengde na de Nukkerbrug, de Fritz Vinckelaan. Sas-Slijkens is nu vooral een woondorp met veel rijhuizen. 
De Buurtspoorwegstraat herinnert aan de eerste kusttramlijn van Oostende naar Blankenberge, die in 1886 als stoomtram begon. Deze later elektrische lijn reed tot 1955. Ook stadstramlijn 4 kwam tot 1955 naar Sas Slijkens.
Tegenwoordig wordt Sas Slijkens bediend door buslijn 4, 9, 35, 46, en 89.

## Overstromingsgevaar
Tijdens de Watersnood van 1953 liep de wijk onder water van de Kop van 't Sas tot aan de Nukkerstraat.
Tijdens de Sinterklaasstorm van 2013 werden 2083 mensen vrijwillig geëvacueerd, omdat er nog maar gedeeltelijke oeverversterkingen gebouwd waren. Van de inwoners zijn er echter maar 10 naar het voorziene opvangcentrum getrokken, en 100 mensen elders gaan overnachten. Het zwakke punt was aan de Maertensbrug en de Maertenssas aan de monding polderrivier Noordede. Een overstroming ging gebeuren bij een waterstand van 6,5 meter. Uiteindelijk werd een waterstand gemeten van 6,3 meter.

## Bezienswaardigheden
- de Sint-Jozefskerk
- Koninklijk Werk IBIS, een instituut gesticht door koning Albert I

## Galerij

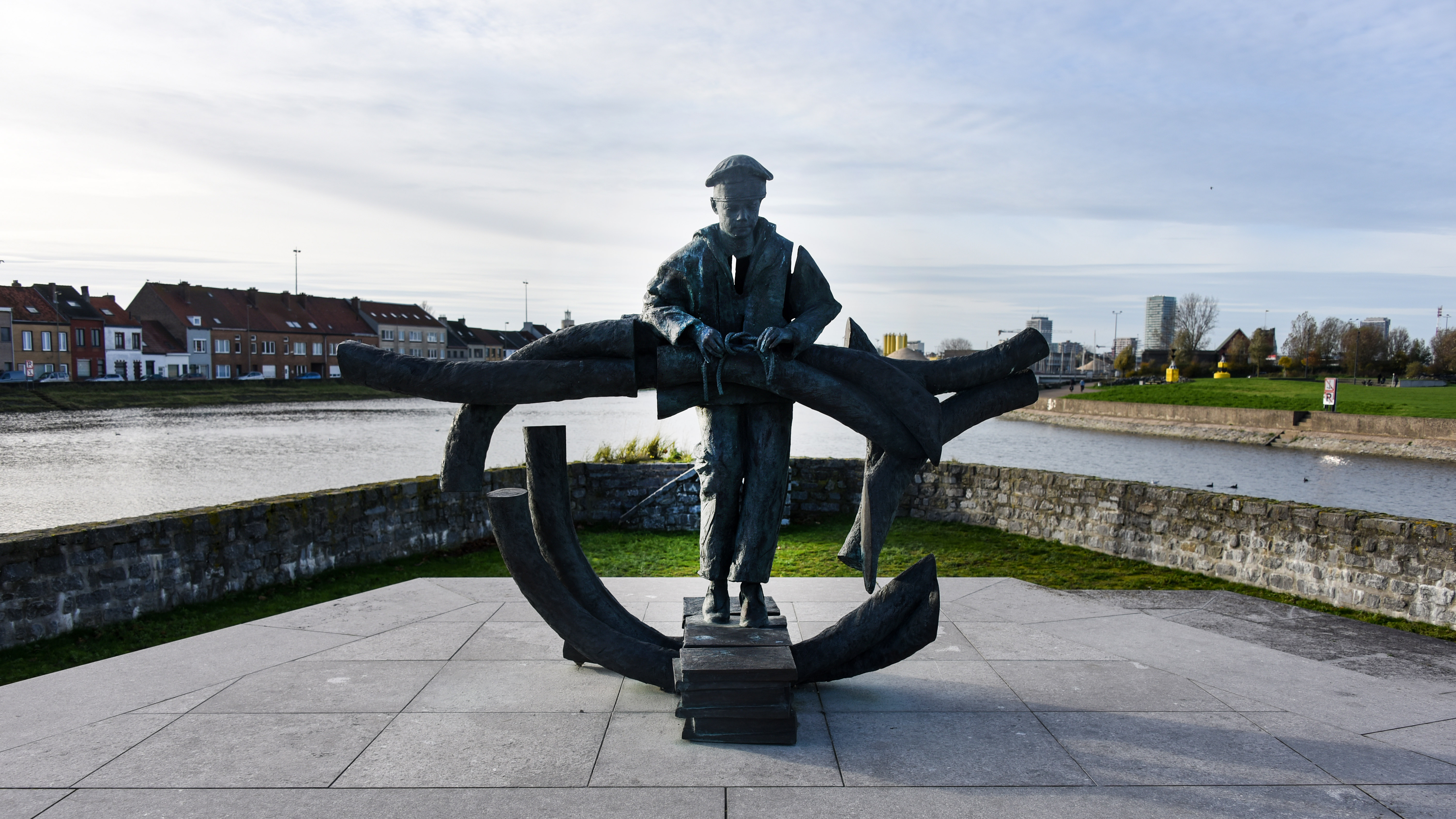
De Ibisjongen
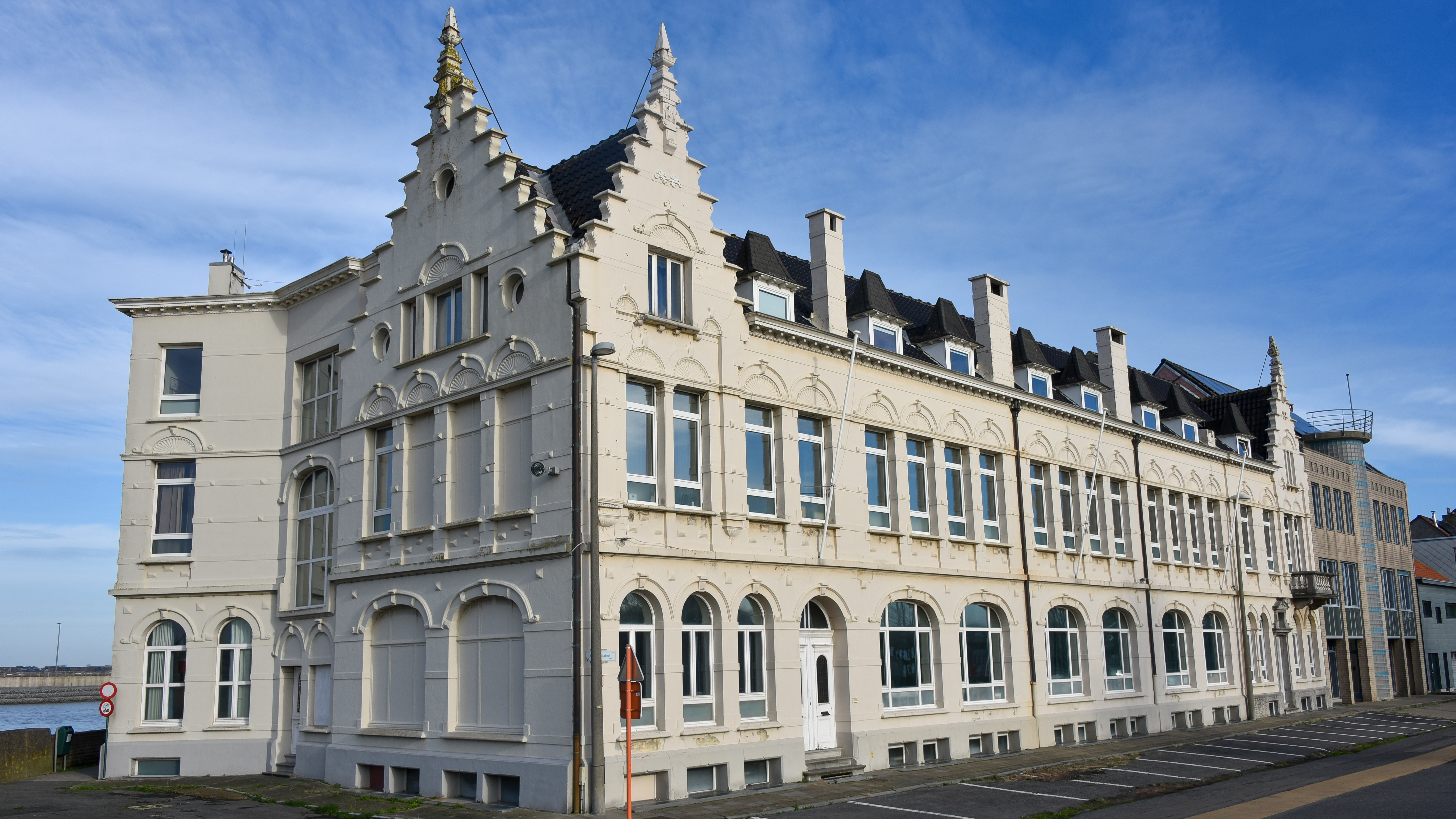
Koninklijk Werk Ibis
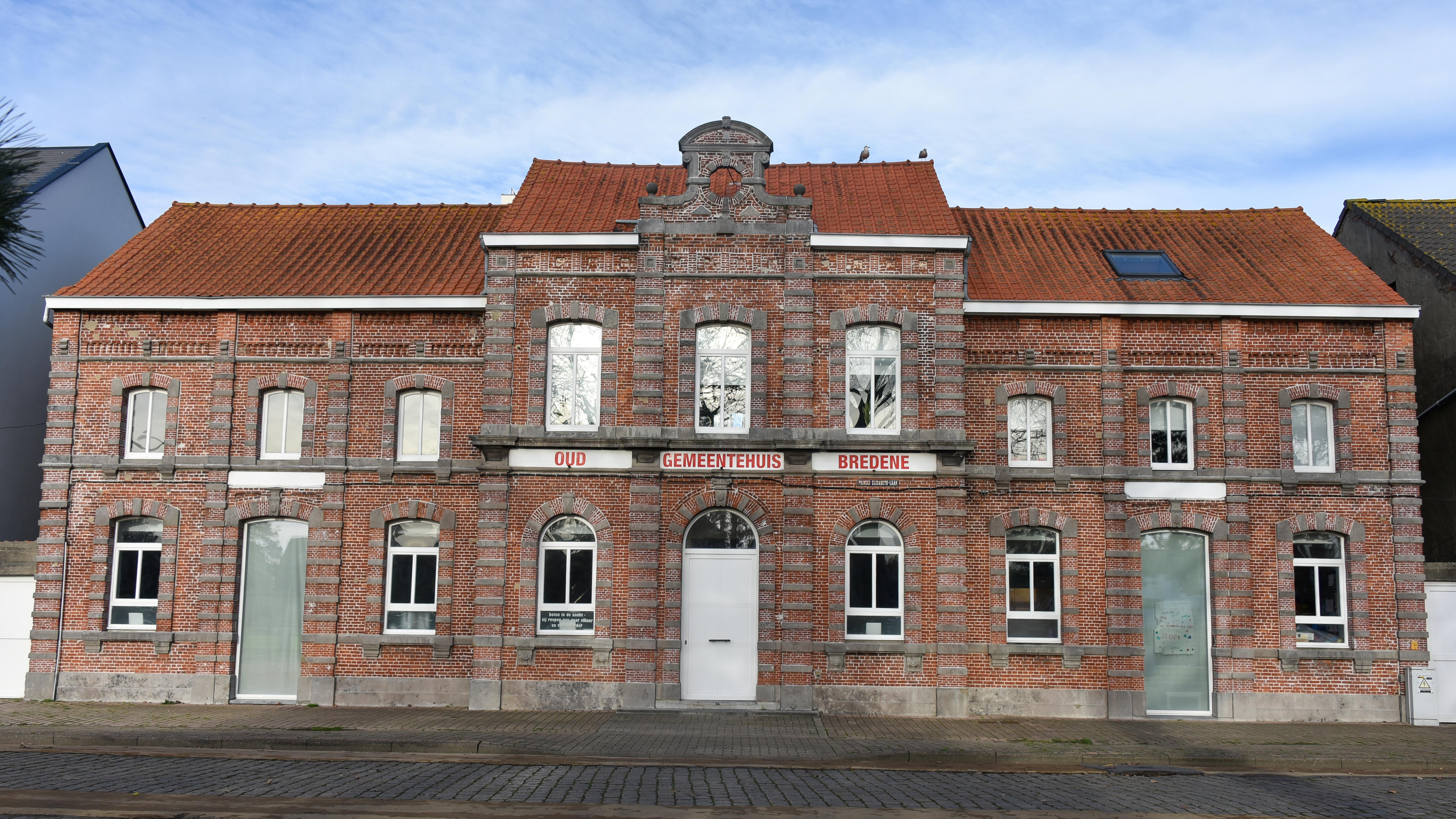
Oud gemeentehuis Bredene
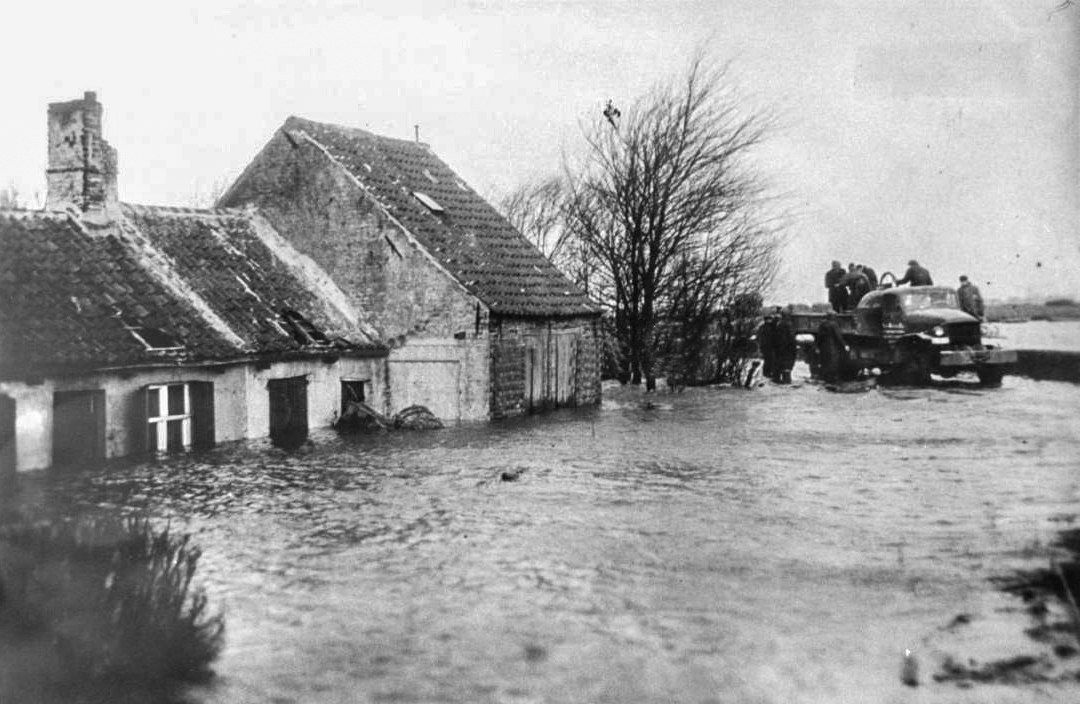
Bredensesteenweg tijdens de watersnood in 1953